# Lech Janerka
Lech Andrzej Janerka (sinh ngày 2 tháng 5 năm 1953 tại Wrocław) là một nhạc sĩ, ca sĩ và tay guitar bass người Ba Lan. Trong những thập niên 80, ông là thủ lĩnh của ban nhạc rock Klaus Mitffoch. Janerka tiếp tục sự nghiệp solo sau khi ban nhạc này tan rã vào năm 1984. Ông là thành viên của Hiệp hội Công nghiệp Ghi âm Ba Lan.
Janerka ra mắt album Fiu fiu... vào năm 2002. Chính album này đã giúp ông giành được giải thưởng âm nhạc Fryderyk ở hai hạng mục: Album của năm và Tác giả của năm.

## Tác phẩm âm nhạc

### Album phòng thu
- 1986:[6] Historia podwodna
- 1989:[7] Piosenki
- 1991: Ur
- 1994:[8] Bruhaha
- 1997: Dobranoc
- 2002: Fiu fiu...
- 2005:[9] Plagiaty

### Album tổng hợp
- 1993: Co lepsze kawałki
- 2005:[10] The Best - Strzeż się tych miejsc
- 2007: Gwiazdy polskiej muzyki lat 80.

### Album trực tiếp
- 1994: Bez prądu
- 2010:[11] Najmniejszy koncert świata

### Album video
- 2010:[12] Najmniejszy koncert świata